# Ерозія зубів
Ерозія зубів — це втрата зубної емалі, викликаної кислотною атакою. Емаль — це тверде захисне покриття зуба, яке захищає чутливий дентин під ним. Коли емаль зношується, дентин під нею пошкоджується, що може призвести до болю та чутливості.

## Теорії виникнення
Ерозія зубів — ураження твердих тканин зуба, що характеризується прогресуючим спадом емалі і дентину. У практичній стоматології ерозія зубів відноситься до некаріозних уражень, поряд з клиноподібними дефектами, гіпоплазією емалі, кислотним некрозом, патологічним стиранням, флюорозом зубів. Ерозія емалі виявляється у 10-23% пацієнтів, не зайнятих на шкідливих виробництвах. Захворювання виникає переважно у жінок середнього віку; має тривалий (до 10-15 років) перебіг. Ерозія зубів — це не тільки естетичний дефект, але і серйозна стоматологічна проблема, яка потребує негайного лікування.
Серед концепцій етіології ерозії зубів найбільшою популярністю користуються механічна, хімічна та ендокринна, хоча жодна з цих теорій не є вичерпною.

### Механічна ерозія
Обумовлена тертям емалі абразивними речовинами і жорсткими щітками. До такої ерозії часто призводять домашні методи відбілювання зубів (чистка зубів пастами, які в складі містять кислоти і агресивні абразивні частинки, використання для чищення зубів лимонної кислоти, соди, активованого вугілля тощо).
В жодному разі не слід в якості відбілювача для зубів використовувати харчову соду, адже відбілювання або чистка зубів содою в домашніх умовах (одне і те саме) не була б такою популярною, якби не була такою дієвою. Але є зворотня сторона монети: сода — це абразив, який не тільки робить зуби білішими та знімає твердий наліт, але й руйнує емаль.

### Хімічна ерозія
Може бути викликана частим вживанням кислої їжі (соки, фрукти, солодкі газовані напої, які містять ортофосфорну або лимонну кислоту в якості консервантів).

### Ендокринна теорія
Спирається на дослідження, що виявили зв'язок ерозії зубів з гіперфункцією щитоподібної залози. Встановлено, що у пацієнтів з тиреотоксикозом ерозія зубів виникає в 2 рази частіше, ніж у осіб з нормально функціонуючою щитоподібною залозою, а щороку перебігу гіпертиреозу підвищує ризик ерозивного ураження зубів на 20%.

## Лікування
Спочатку потрібно з'ясувати причину ерозії. Якщо причиною стала неправильна гігієна, корегують гігієну порожнини рота (заміна зубної щітки на більш м'яку, підбір зубної пасти, що містить фтор). Рекомендують після вживання кислої їжі полоскати ротову порожнину водою. Стоматолог також може призначити вітаміни та кальцій. При поверхневому пошкодженні емалі добре допомагає фторування зубів. При глибокому ураженні емалі варто її відновити: це може бути здійснено за допомогою реставрації зуба фотополімерним матеріалом або вінірами.
Індивідуальна гігієна порожнини рота. Систематичний і правильно організований догляд за порожниною рота кожної людини є невід'ємною частиною профілактичних заходів. Сучасні засоби догляду за порожниною рота — це зубні порошки, зубні пасти та зубні еліксири.
Стоматологи відзначають, що пацієнти все частіше приходять до них зі зруйнованою зубною емаллю та надчутливим дентином.
Тому виробники випустили пасти, які обіцяють попередити ерозію емалі.
Спеціалісти зі Швейцарського та Бразильського університетів дослідили, що жодна з досліджуваних зубних паст, які нібито «захищають емаль», не можуть боротись зі втратою поверхні емалі (SL), ключовим фактором, який призводить до чутливості та руйнування зуба.

## Профілактика
- Виключити або звести до мінімуму кислі продукти харчування та напої, газовані напої, соди. Це зменшить кількість кислих нападів на зуби.
- Пийте швидко, не тримаючи напій у ротовій порожнині або «розмахуючи» ним навколо рота. Або скористайтеся соломинкою, щоб допомогти напоям проходити зразу до горла та уникати тривалих контактів із зубами.
- Завершіть їжу сиром або молоком, оскільки це допоможе зняти кислотність.
- Жувальна гумка без цукру після їжі. Це допоможе виробляти більше слини, щоб допомогти нейтралізувати кислоти, які утворюються у вашому роті.
- Почекайте принаймні годину після їжі чи пиття перед чищенням зубів (нічого кислого). Це дає зубам час для того, щоб знову змінити мінеральні властивості.
- Чистіть зуби на ніч і, принаймні, ще один раз протягом дня, з фторидною зубною пастою. Використовуйте маленьку щітку з середньою чи м'якою щетиною.
- Дітям у віці до трьох років слід використовувати зубну пасту з вмістом фторидів щонайменше 1000ppm (частин на мільйон). Трирічні діти повинні використовувати зубну пасту, яка містить 1350ppm до 1500ppm. Виплюньте після чищення та не промивайте, щоб фторид залишався на ваших зубах довше[1].